# LRRC59
LRRC59 (англ. Leucine rich repeat containing 59) – білок, який кодується однойменним геном, розташованим у людей на короткому плечі 17-ї хромосоми.  Довжина поліпептидного ланцюга білка становить 307 амінокислот, а молекулярна маса — 34 930.
| 10         |  | 20         |  | 30         |  | 40         |  | 50         |
| ---------- |  | ---------- |  | ---------- |  | ---------- |  | ---------- |
| MTKAGSKGGN |  | LRDKLDGNEL |  | DLSLSDLNEV |  | PVKELAALPK |  | ATILDLSCNK |
| LTTLPSDFCG |  | LTHLVKLDLS |  | KNKLQQLPAD |  | FGRLVNLQHL |  | DLLNNKLVTL |
| PVSFAQLKNL |  | KWLDLKDNPL |  | DPVLAKVAGD |  | CLDEKQCKQC |  | ANKVLQHMKA |
| VQADQERERQ |  | RRLEVEREAE |  | KKREAKQRAK |  | EAQERELRKR |  | EKAEEKERRR |
| KEYDALKAAK |  | REQEKKPKKE |  | ANQAPKSKSG |  | SRPRKPPPRK |  | HTRSWAVLKL |
| LLLLLLFGVA |  | GGLVACRVTE |  | LQQQPLCTSV |  | NTIYDNAVQG |  | LRRHEILQWV |
| LQTDSQQ    |  |            |  |            |  |            |  |            |

A: Аланін

C: Цистеїн

D: Аспарагінова кислота

E: Глутамінова кислота

F: Фенілаланін

G: Гліцин

H: Гістидин

I: Ізолейцин

K: Лізин

L: Лейцин

M: Метіонін

N: Аспарагін

P: Пролін

Q: Глутамін

R: Аргінін

S: Серин

T: Треонін

V: Валін

W: Триптофан

Локалізований у ядрі, мембрані, ендоплазматичному ретикулумі, мікросомах.